# Route nationale 59bis
La route nationale 59BIS, ou RN 59BIS, était une route nationale française qui faisait le lien entre la RN 59 et la RN 57. Elle reliait Pouxeux, sur la RN 57 à Raon-l'Étape, sur la RN 59. Elle a été créée par la loi du 30 juillet 1881.
À la suite de la réforme de 1972, elle a été déclassée en RD 159BIS, sauf une partie de son tracé entre Aydoilles et Girecourt-sur-Durbion qui a été repris par la RN 420, déclassée en RD 420 à la suite des transferts de 2006.

## Ancien tracé de Pouxeux à Raon-l'Étape

### Ancien tracé de Pouxeux à Aydoilles (RD 159BIS)
- Pouxeux
- Jarménil
- Cheniménil
- Charmois-devant-Bruyères
- Aydoilles

### Ancien tracé d'Aydoilles à Girecourt-sur-Durbion (RD 420)
- Fontenay
- Girecourt-sur-Durbion

### Ancien tracé de Girecourt-sur-Durbion à Raon-l'Étape (RD 159BIS)
- Destord
- Rambervillers
- Brû
- Saint-Benoît-la-Chipotte
- Col de la Chipotte
- Raon-l'Étape